# Ahmed ibn Fadlan
Ahmed ibn Fadlān ibn al-'Abbās ibn Rāšid ibn Hammād (arabsko: أحمد بن فضلان بن العباس بن راشد بن حماد‎), arabski pisec in popotnik iz 10. stoletja.
Ibn Fadlan je v knjigi Kitāb ilā Mulk al-Saqāliba (كتاب إلى ملك الصقالبة) opisal svoje potovanje z delegacijo abasidskega kalifa iz Bagdada h kralju Volških Prabolgarov. Njegovo delo je najbolj znano po opisih volških Vikingov – Varjagov. V knjigi je tudi opis ladijskega pokopa, katerega priča je bil.

## Rokopis
Dolgo časa je bil poznan samo tisti del njegove knjige, ki je bil prepisan v geografskem slovarju sirskega biografa in geografa Jakuta al-Hamavija v poglavju Volga, Baškirci, Prabolgari, Hazari, Horezm in Rusi in ga je leta 1823 objavil Fraehn. 
Leta 1923 je turški zgodovinar Zeki Validi Togan odkril njegov rokopis v muzeju Astan Quds v Mašhadu v Iranu. Rokopis MS 5229 je iz 13. stoletja (po islamskem koledarju 7. stoletje) in vsebuje 420 strani (210 folio). Med geografskimi razpravami je na straneh 390-420 tudi popolnejša verzija ibn Fadlanovega teksta. Nekateri odlomki, ki v MS 5229 manjkajo, so ohranjeni v delu perzijskega geografa Amīna Rāzīja z naslovom Haft Iqlīm (Sedem podnebij).

## Delegacija
Ibn Fadlan je leta 921 kot tajnik ambasadorja abasidskega kalifa al-Muktadirja odpotoval k elteberju Almišu, kralju Volške Bolgarije. Naloga kalifove delegacije je bila doseči, da bolgarski kralj postane vezirjev vazal, v zameno pa bi dobil denar za graditev trdnjave. Misija je prišla do Prabolgarov, vendar svoje naloge ni izpolnila, ker ni uspela zbrati dovolj denarja. Kralj je bil zaradi tega nejevoljen in je zato zavrnil prestop iz Malikijeve liturgije v Hanafijevo liturgijo, ki so jo prakticirali v Bagdadu.
Delegacija je zapustila Bagdad 21. junija 921 (11. safarja 309) in 12. maja 922 (12. muharema 310) prišla do Prabolgarov. Iz Bagdada so potovali skozi Buharo in Horezm južno od Aralskega jezera. Poglavar Oguzov (kudarkin) jim je obljubili varen prehod preko svojega ozemlja, vendar so jih celo pot nadlegovali njihovi cestni razbojniki, ki so bili, na srečo, zelo podkupljivi. Zimo so preživeli v Gorganu (Iran) spomladi pa so prečkali reko Ural in potovali proti severu, dokler niso pri volških jezerih severno od Samarskega zavoja naleteli na Prabolgare.
Ko so prispeli do Prabolgarov, je ibn Fadlan odpotoval v pokrajino Visu ob zgornji Kami in zapisal svoja zapažanja o trgovanju med Volškimi Prabolgari in lokalnimi finskimi plemeni.

## Rusi
Bistven del ibn Fadlanovega poročila je posvečen opisu ljudstva, ki ga je imenoval Rūs, روس ali Rūsiyyah. Večina strokovnjakov meni, da gre za Ruse oziroma Varjage, zato njegovi zapisi veljajo za najzgodnejši opisi Vikingov.
Rusi so prikazani kot trgovci, ki so postavili svoje trgovine na rečnem bregu v bližini bolgarskega tabora. Opisani so kot visoki in vitki ljudje s svetlimi lasmi in rožnato poltjo, popolnimi telesi in visokimi ličnicami. Po celem telesu so tetovirani s temno modrimi ali temno zelenimi drevesnimi in drugimi vzorci. Vsi možje so oboroženi s sekiro in dolgim nožem. Popolno nasprotje njihove lepote je njihova higiena. Res je, da se vsak dan češejo, drugače pa so gnusni, prostaški in nepokvarjeni. Njegovi vtisi so v tem pogledu popolnoma nasprotni vtisom perzijskega popotnika Ahmeda ibn Rustaha. Ibn Fadlan opisuje tudi ladijski pokop enega od njihovih poglavarjev, v katerega je bilo vključeno tudi žrtvovanje ljudi. 
Nekateri znanstveniki so prepričani, da se je to dogajalo v današnjem Balimerskem kompleksu v Tatarstanu.